# Giuseppe Bigogno

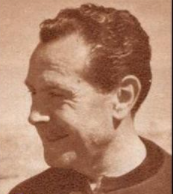
Giuseppe Bigogno

Giuseppe Bigogno (* 22. Juli 1909 in Albizzate; † 22. Juni 1977 in Florenz) war ein italienischer Fußballspieler und -trainer, er spielte auf der Position des Mittelfeldspielers.
Zur Saison 1931/32 wechselte Giuseppe Bigogno von Legnano zum damaligen Serie-A-Verein AC Fiorentina. Hier blieb Bigogno bis zur Saison 1936/37, als er zum CFC Genua wechselte. In der Folge startete er eine Karriere als Fußballtrainer, so trainierte er während der Saison 1945/46 seinen Ex-Verein AC Fiorentina und während der Saison 1958/59 den Traditionsklub Inter Mailand.

## Vereine
- AC Legnano
- AC Fiorentina Serie A 1931/32–1936/37 181 Spiele – 4 Tore
- AC Fiorentina Coppa Italia 1935/36–1941/42 7 Spiele – 0 Tore
- AC Fiorentina Mitropapokal 1934/35 3 Spiele – 0 Tore
- CFC Genua Serie A 1936/37

## Zusammenfassung
- Serie A 181 Spiele – 4 Tore
- Coppa Italia 7 Spiele – 0 Tore
- Mitropapokal 3 Spiele – 0 Tore

Total: 191 Spiele – 4 Tore

## Erfolge
- Coppa Italia: 1939/40